# María Dolores Dancausa Treviño
María Dolores Dancausa Treviño (1959) és una banquera espanyola. Des del març del 2024 ocupa el lloc de presidenta no executiva de l'entitat de crèdit espanyola Bankinter, en què havia ocupat el càrrec de consellera delegada (CEO) des del 2010.

## Biografia
Nascuda a Burgos el 1959, és filla de Fernando Dancausa, qui va ser alcalde de Burgos durant la dictadura franquista, i germana menor de Concepción Dancausa. Es va llicenciar en Dret a la Universitat CEU San Pablo.
Tota la seva carrera s'ha desenvolupat dins del sector financer, havent començat al Banc Exterior abans d'arribar a Bankinter. Quan es va constituir la Línia Directa Asseguradora el 1994, va ser nomenada secretària general i secretària de la junta directiva fins al 2008, quan es va convertir en la directora executiva de la companyia. Des que va ser nomenada consellera delegada de Bankinter de la junta assessora de l'Associació per al Progrés de la Direcció. Des del 2013, ha estat directora independent d'Esure, una asseguradora del Regne Unit.
El 2020 era una de les úniques cinc conselleres executives de l'Ibex 35, juntament amb Ana Botín, Maria José García Beato, Vanisha Mittal i Cristina Ruiz Ortega.
El dijous 21 d'agost del 2022, va declarar que "buscaria escletxes legals per no haver de pagar l'impost a la banca anunciat pel Govern".
Des del març del 2024 ocupa el càrrec de presidenta no executiva de Bankinter.